# あとかたもなく
「あとかたもなく」は、2001年5月9日にリリースされた岩崎宏美の55枚目のシングル。

## 解説
- デビュー以来所属していたビクターエンタテインメントからインペリアルレコードへの移籍後初めてのシングルである[1]。12cmCD（マキシシングル）としてリリースされた。
- 斬新な試みとして、トラックにスクラッチ･ノイズのようなものが含まれている。CD-BOX『HIROMI IWASAKI 30TH ANNIVERSARY BOX』には、別バージョンも収録されている。
- 「許さない」同様、サビにファルセットを使用している。
- カップリング曲の「永遠の心」は、うつくしま未来博のイメージソングとして、ドリアン助川が詞を、久石譲が曲を書き下ろした。
- 「約束」は、発酵ウコン株式会社（三井造船グループ）のウコン茶のCMに起用された。

## 収録曲
1. あとかたもなく
作詞：エリ／作曲：松田良／編曲：T.N.T.M.
2. 約束
作詞：山田ひろし／作曲：松本俊明／編曲：萩田光雄
3. 永遠の心
作詞：ドリアン助川／作曲・編曲：久石譲
4. あとかたもなく（オリジナル・カラオケ）
5. 約束（オリジナル・カラオケ）
6. 永遠の心（オリジナル・カラオケ）